# Miranda del Castañar
Miranda del Castañar est une commune de la province de Salamanque dans la communauté autonome de Castille-et-León en Espagne.

## Géographie

### Communes limitrophes
| Villanueva del Conde | Garcibuey            |                      |
| Cepeda               | Miranda del Castañar | Molinillo et Pinedas |
|                      | Sotoserrano          |                      |

## Démographie
Évolution démographique depuis 1900
| 1900 | 1910 | 1920 | 1930 | 1940 | 1950 | 1960 | 1970 | 1981 | 1991 | 2000 | 2014 | 2017 | 2019 |
| ---- | ---- | ---- | ---- | ---- | ---- | ---- | ---- | ---- | ---- | ---- | ---- | ---- | ---- |
| 1677 | 1917 | 1649 | 1725 | 2064 | 1969 | 1768 | 1118 | 1016 | 632  | 582  | 467  | 416  | 402  |

## Économie
Village célèbre pour ses bars diverses et variés

## Culture et patrimoine

### Lieux et monuments
Le centre historique de la cité a été classé le 8 mars 1973 bien d'intérêt culturel en tant qu'ensemble historique.

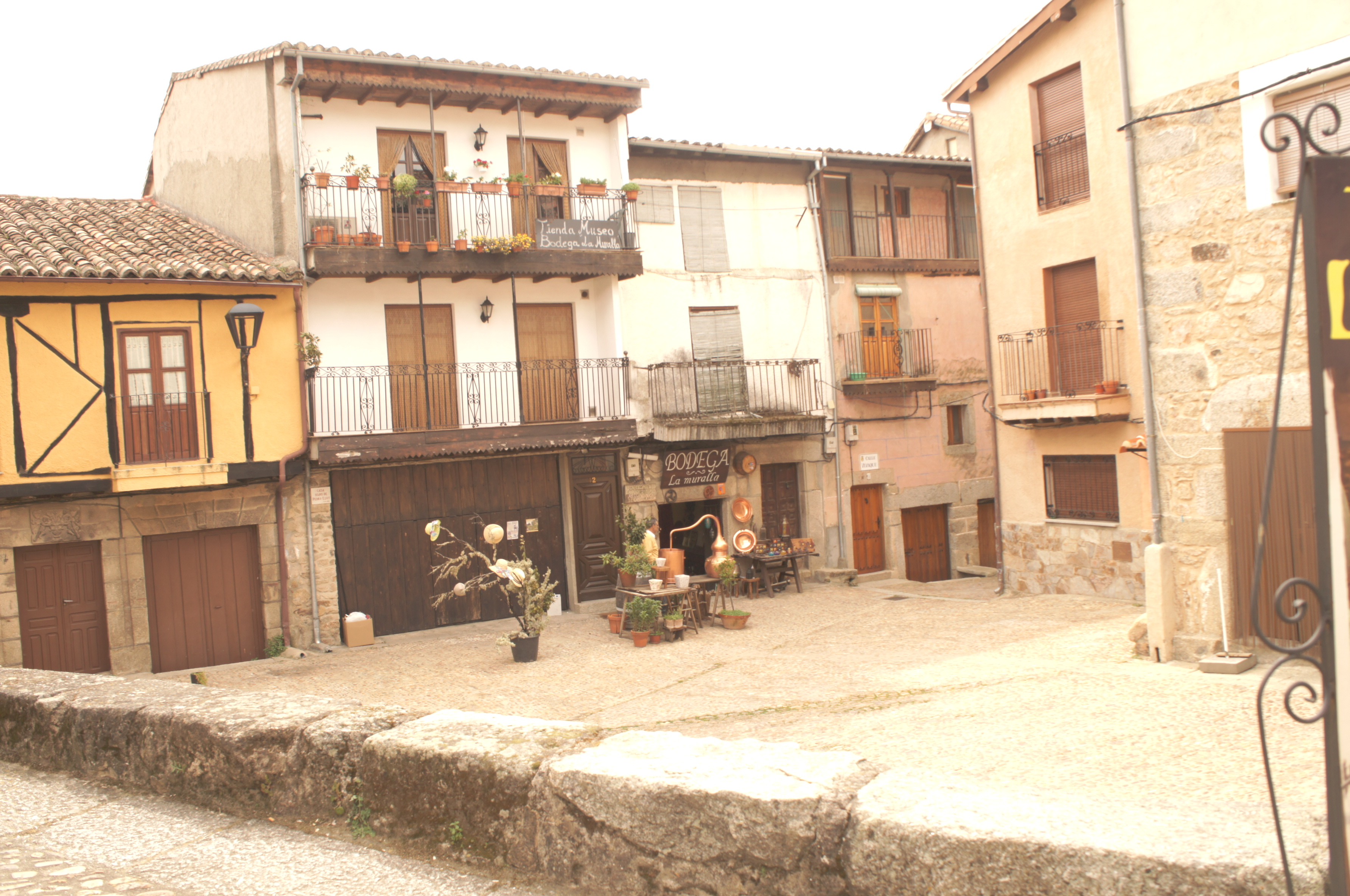
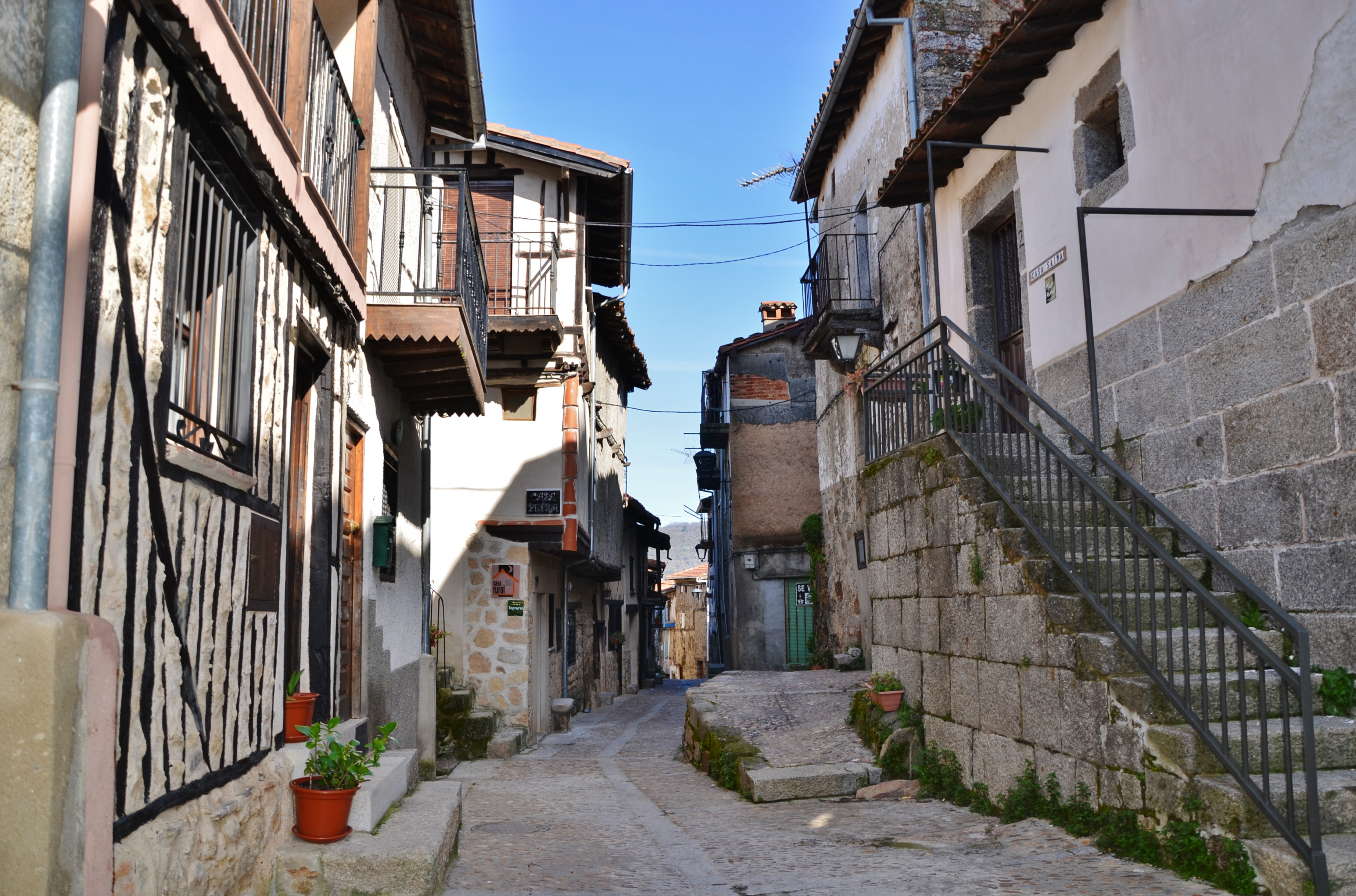
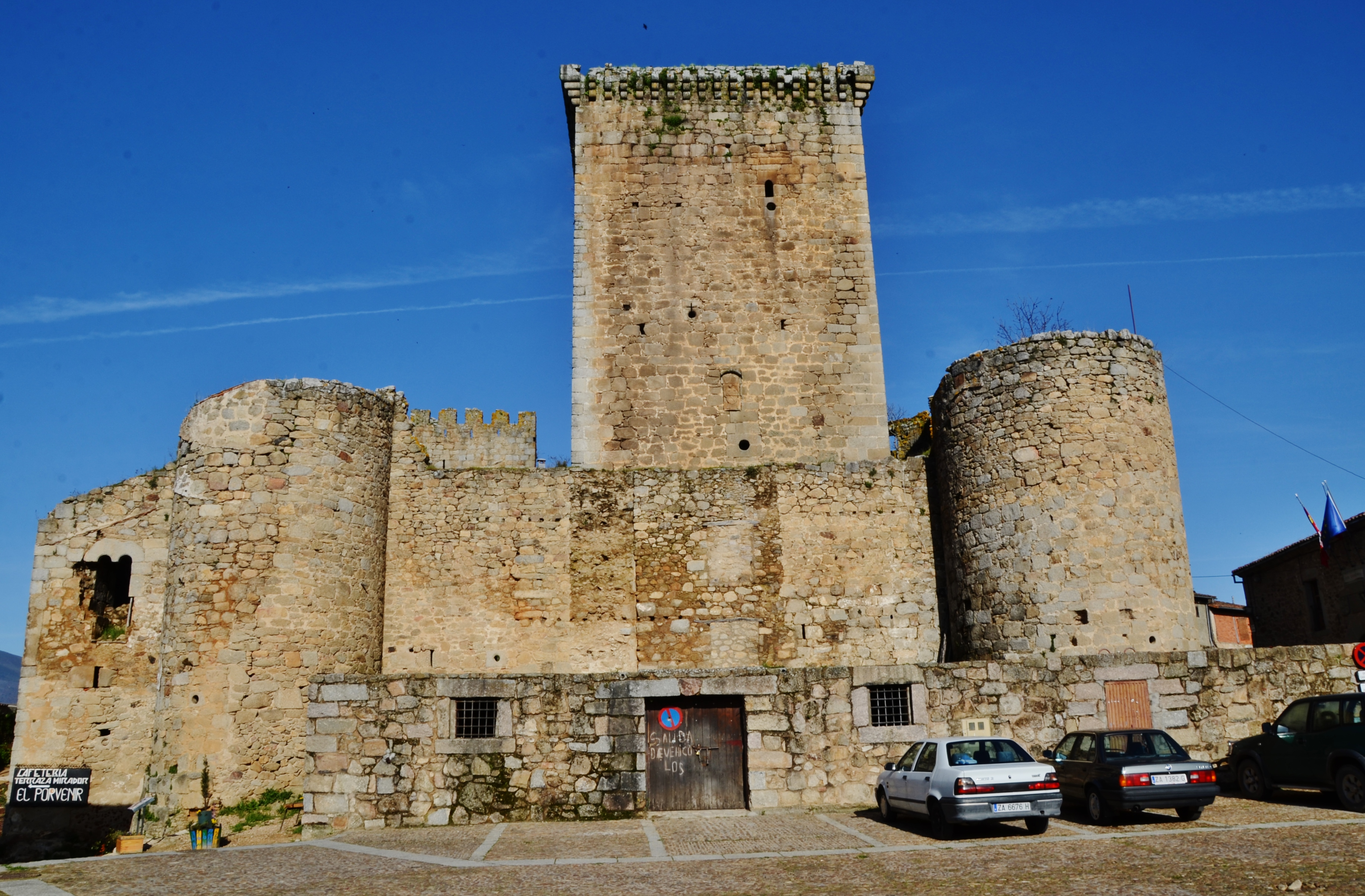
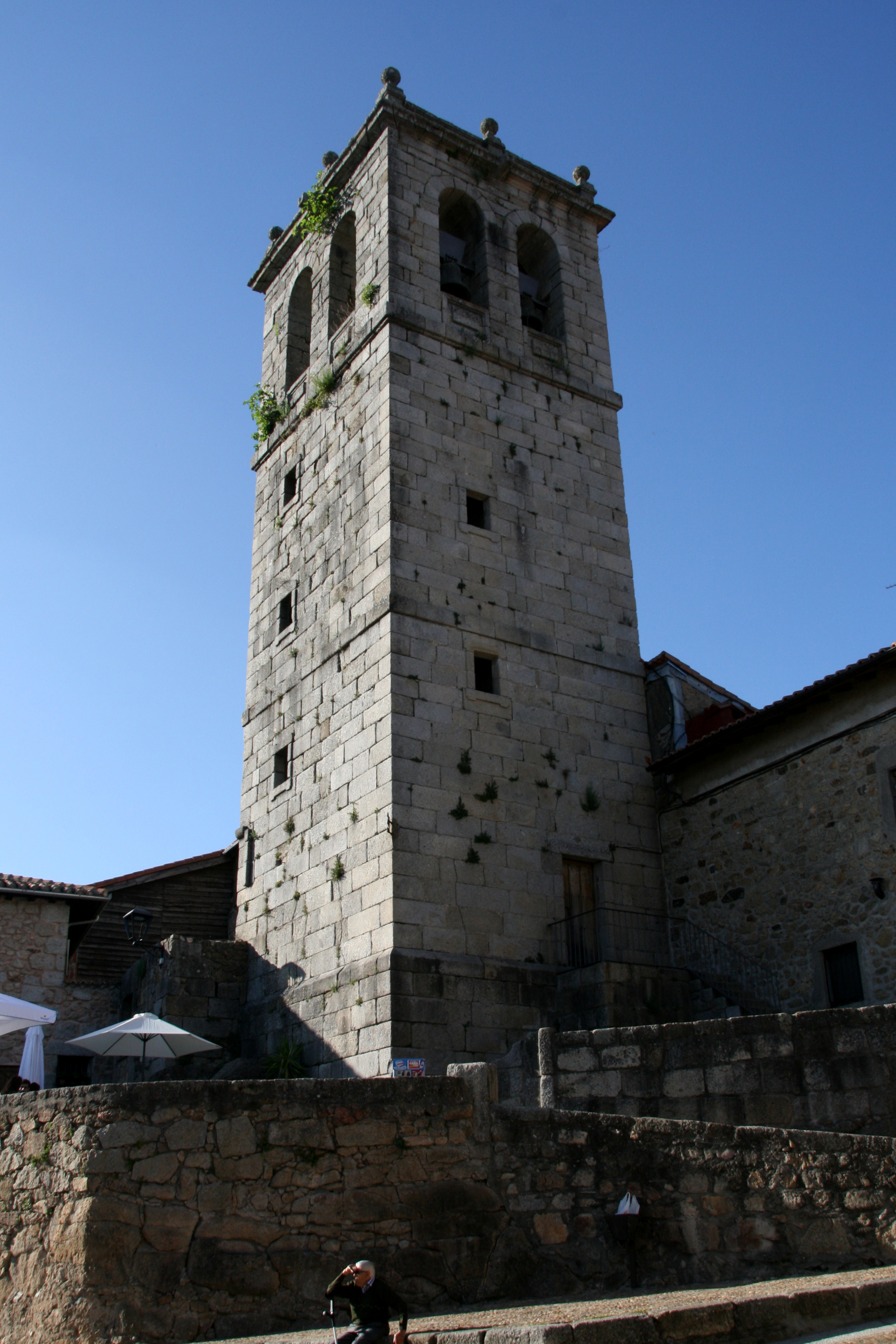
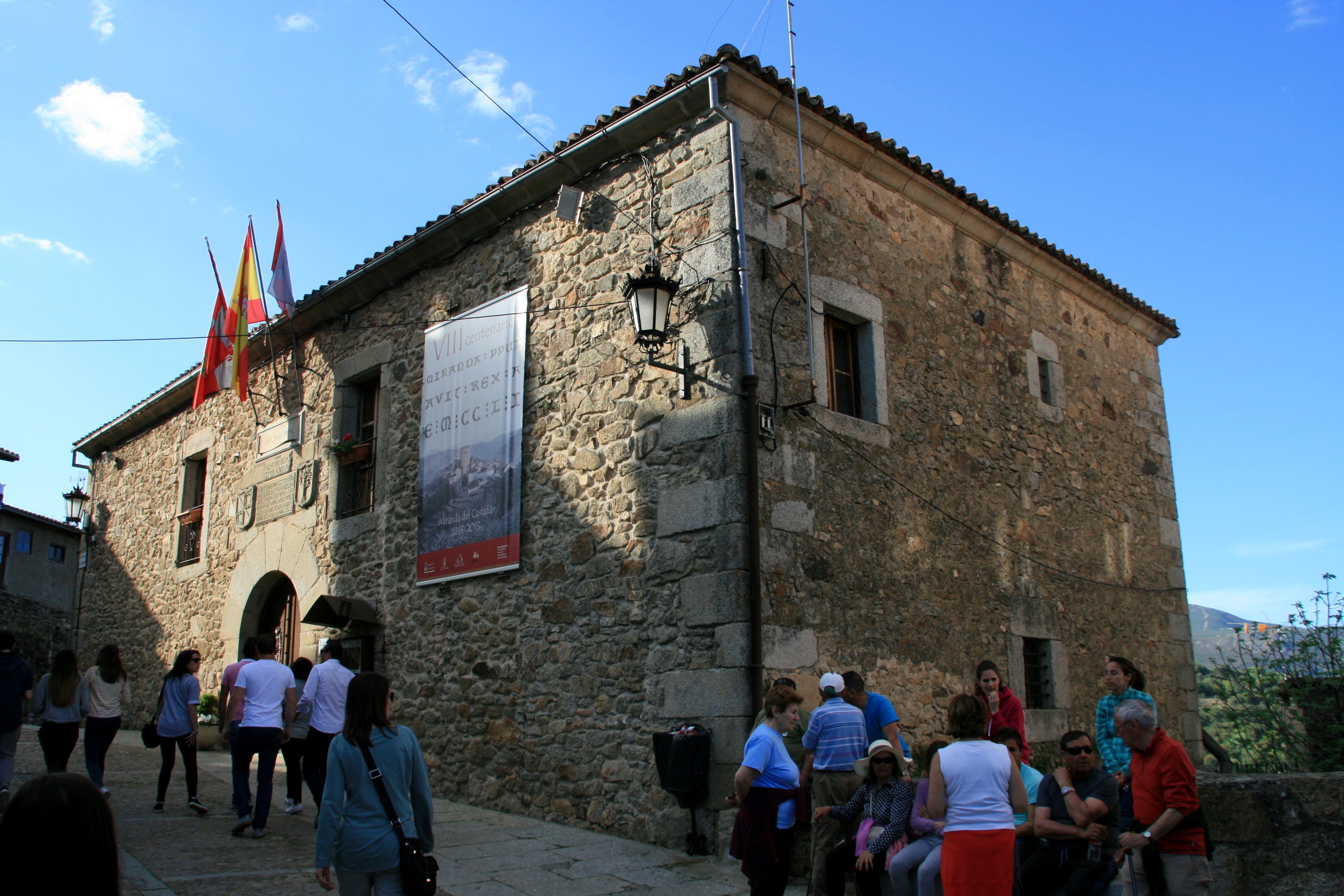